# Csábrágvarbók
Csábrágvarbók (szlovákul Čabradský Vrbovok, korábban Hradecký Vrbovek) község Szlovákiában, a Besztercebányai kerület Korponai járásában.

## Fekvése
Korponától 12 km-re délre, a Litavába ömlő Varbók patak partján, 305 méter magasan fekszik. A falu neve is a pataknévből származik, mely füzest jelent.

## Története

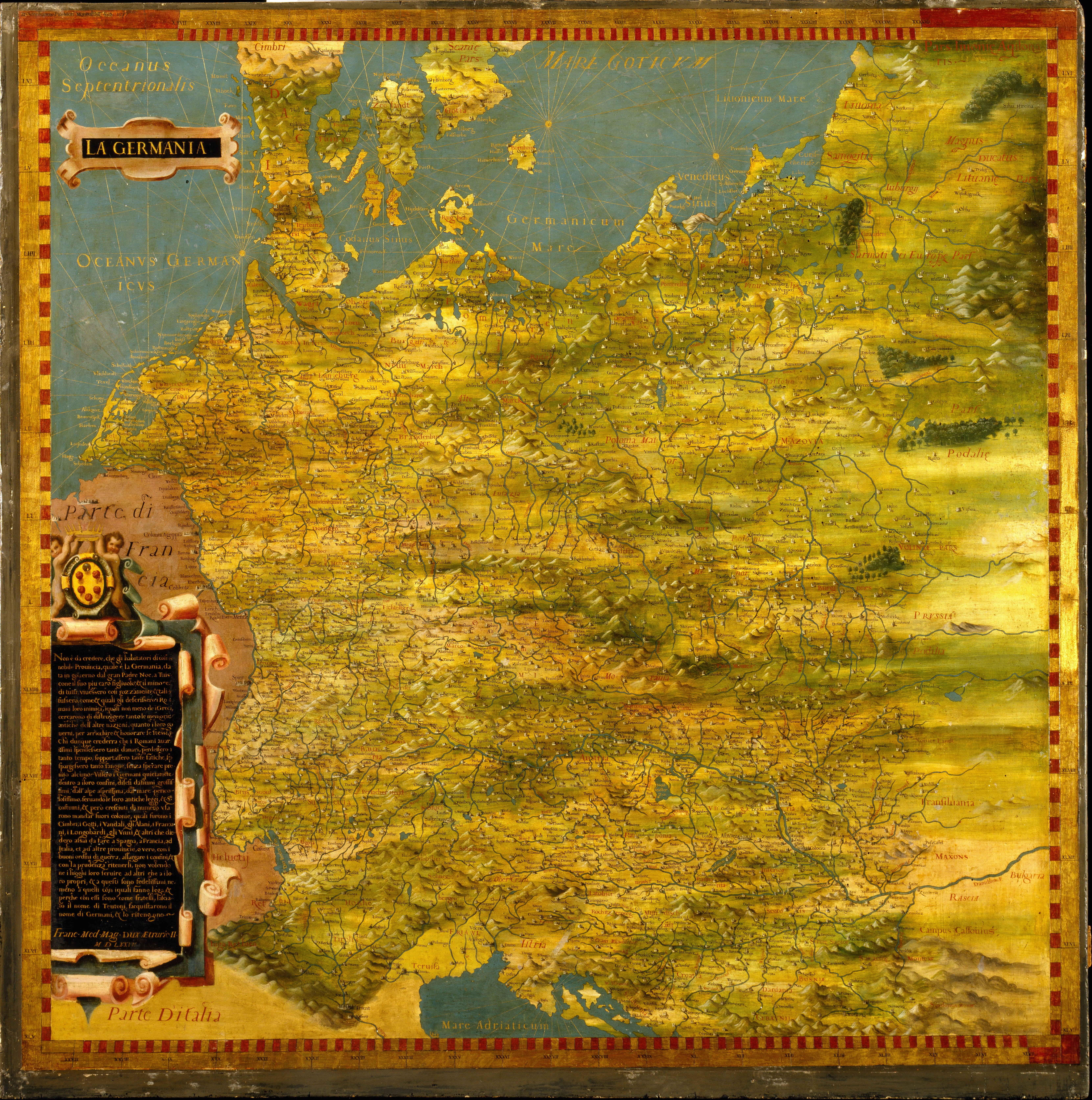
Csábrág az 1577-es firenzei térképen

A község területén már a korai bronzkorban éltek emberek, a lausitzi kultúra temetőjét találták itt régészek.
A falu neve először mint víznév szerepel egy 1135-ös okiratban Werbouch alakban. Következő említése 1256-ban történik, amikor IV. Béla király itteni lakosokat telepít át a közeli Németibe. 1262-ben Werbouk Inferior, 1285-ben Warabuk, 1342-ben Werbok néven szerepel az írott forrásokban. Részben Hont, részben Csábrág várának tartozéka.
Csábrág várát feltehetően Károly Róbert építtette Csák Máté halála után, majd 1335-ben a Dobrakutyai nemzetségnek adományozta, cserében Dobrakutya váráért. Csábrágot felépítése után egy ideig Litva várának mondták. Ezt az elnevezését a közeli, Litva nevű romvártól kapta, mely tőle délkeletre 3 kilométerre, szintén a Litva patak kanyarulatában állt, és az 1320-as években pusztult el. A két vár közelsége és azonos neve miatt e korán elpusztult vár adatait a történészek napjainkig tévesen Csábrág történelmében szerepeltetik. A „régi” Litva várát a 13. század második felében építtette a Hont-Pázmány nembeli Bozóki nemzetség, az első oklevél Haradnuk néven említi 1285-ben, és ma Cseri községtől délnyugatra, a Pusztavár-hegy északi végében találhatóak csekély romjai.
1342-ben a király Dobrakutyai Demeter fia Lőrinc fiaitól, Pétertől és Leukustól hűtlenség címén elkobozta „új” Litva várát (a későbbi Csábrágot) a másik, romos „régi” Litva várral, valamint 26 faluval és 6 vámmal együtt. Csábrág várának 1394-ben is Pusztalitva a neve, mai nevén 1462-ben fordul elő először. 1511-ben Bakócz Tamás erősíttette meg. 1517-ben azután II. Lajos király adománya, illetve Bakócz Tamás végrendelete nyomán végleg az Erdődyeké lett. Később Erdődy Klárával hozományul Pálffy Péter szerezte meg. 1547-ben Balassa Menyhért serege elfoglalta a Pálffyaktól, de 1549-ben Salm császári serege visszafoglalta.
A török csapatok Nógrád, Drégely, Szécsény és más közeli várak elfoglalása után gyakran portyáztak Csábrág felé, de nem sikerült bevenniük, ebben az időben Krusich János, Pálffy Katalin férje volt a vár kapitánya. 1584 után a törökök ellen megerősítették. A 17. század eleji Bécs elleni hadjáratokban rendre elfoglalták. 1622-ben II. Ferdinánd király báró Koháry Péter érsekújvári vicegenerálisnak és utódainak adományozta. A kurucok 1703-ban szállták meg, 1709 augusztusában csellel foglalta vissza gróf Pálffy János császári serege. 1731-ben itt halt meg Koháry István, majd a Koháryak nyári rezidenciája volt, míg a 19. század elején elhagyták és a könnyebben megközelíthető, kényelmesebb szentantali kastélyba tették át a honti uradalmuk székhelyét s azt választották állandó lakóhelyül. 1812-ben azután Koháry Ferenc József felgyújtatta a várat, azóta rom.
A faluban 1715-ben malom és 34 háztartás volt. 1828-ban 72 házát 437-en lakták. Lakói mezőgazdasággal, állattartással, merinó juh tenyésztéssel foglalkoztak. A 19. században üveghuta működött a településen. A trianoni békeszerződésig Hont vármegye Korponai járásához tartozott. A második világháború idején a falu lakói részt vettek a szlovák nemzeti felkelésben.

## Népessége
| Év:            | 1994. | 2004.   | 2014.   | 2024.   |
| -------------- | ----- | ------- | ------- | ------- |
| Emberek száma: | 289   | 273     | 254     | 230     |
| Eltérés:       |       | -5,53 % | -6,95 % | -9,44 % |

| Év:            | 2023. | 2024.   |
| -------------- | ----- | ------- |
| Emberek száma: | 239   | 230     |
| Eltérés:       |       | -3,76 % |

1880-ban 397 lakosából 335 szlovák, 35 magyar, 11 német anyanyelvű, 2 külföldi és 14 csecsemő volt.
1890-ben 343 lakosából 41 magyar és 299 szlovák anyanyelvű volt.
1900-ban 373 lakosából 56 magyar és 314 szlovák anyanyelvű volt.
1910-ben 384 lakosából 300 szlovák, 82 magyar, 1 német és 1 más anyanyelvű volt.
1921-ben 357 lakosából 26 magyar és 330 csehszlovák volt.
1930-ban 362 lakosából 1 magyar és 361 csehszlovák volt.
1970-ben 277 lakosából 276 szlovák és 1 cseh volt.
1980-ban 316 lakosából 315 szlovák és 1 cseh volt.
1991-ben 301 lakosából 300 szlovák és 1 cseh volt.
2001-ben 280 lakosából 279 szlovák és 1 ismeretlen nemzetiségű volt.
2011-ben 271 lakosából 263 szlovák, 2 cseh és 6 ismeretlen nemzetiségű volt.
2021-ben 235 lakosából 228 szlovák, 2 cigány, 3 egyéb és 2 ismeretlen nemzetiségű volt.

## Nevezetességei

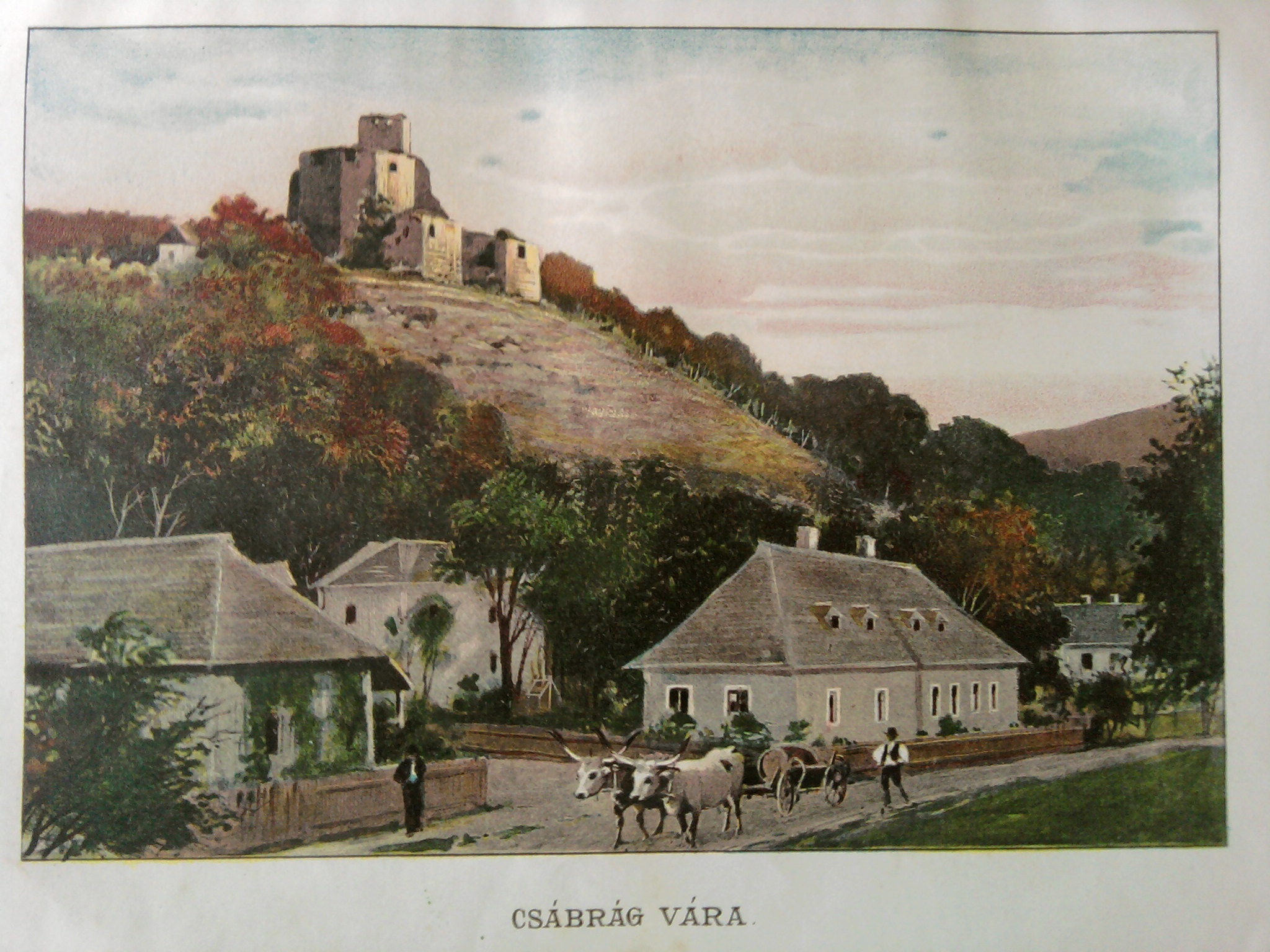
A vár a Borovszky-féle 1906-os monográfiában
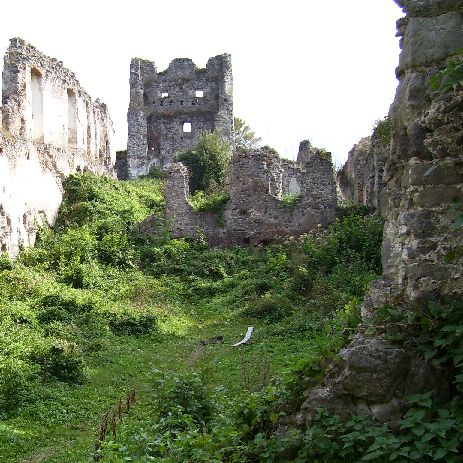
A vár udvara

- A falu határában, a Várhegyen állnak Csábrág (Haradnok, „új” Litva) várának romjai.
- Az evangélikus templom 1773-ban épült, de mivel nagyon rossz állapotban volt, 1923-ban újat építettek helyette.
- A faluban egy 1520-ban épített kápolna is áll.

## Képgaléria

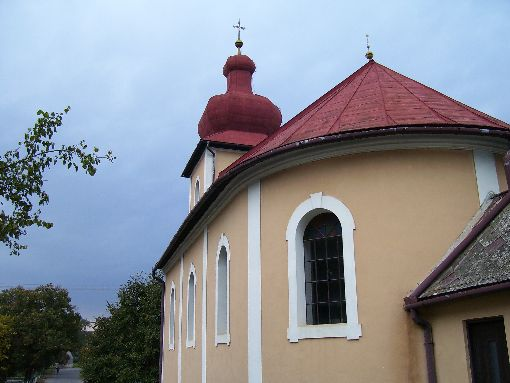
Az evangélikus templom
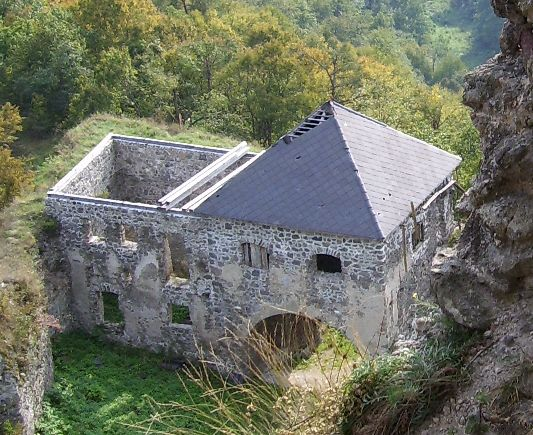
A vár kaputornya
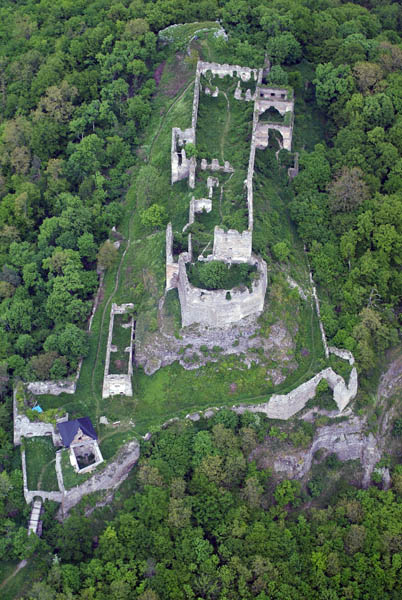
A vár légi fotója
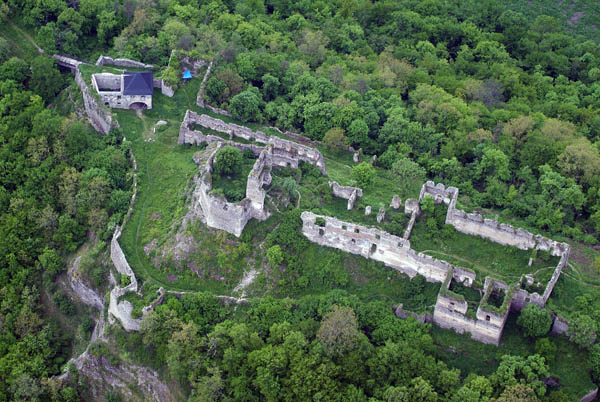
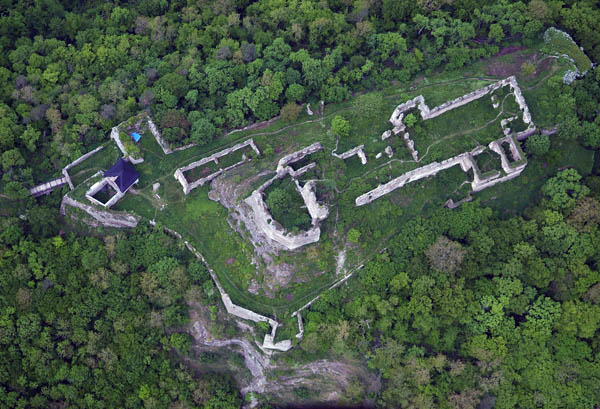

## Híres emberek
- Itt, a várban született 1552-ben Pálffy Miklós, a győri hős, a tizenöt éves háború legnagyobb magyar vezére.
- Itt született és halt meg Koháry István (1649–1731) országbíró, hadvezér, politikus, költő.
- Itt született Koháry Farkas (1650–1704) nagybirtokos, katona, főispán.
- Itt született Koháry András József (1694-1757) lovassági tábornok, főispán, nagybirtokos.
- Itt szolgált Fichor Mihály (16. század) várkapitány, végvári vitéz.
- Itt szolgált Laukó Mihály (1832-1898) római katolikus plébános.